# Biblioteca Nacional de Santo Tomé y Príncipe
La Biblioteca Nacional de Santo Tomé y Príncipe (en portugués: Biblioteca Nacional de São Tomé e Príncipe)) es el centro depositario del patrimonio bibliográfico y documental que actualmente reside en la ciudad de Santo Tomé, la capital de Santo Tomé y Príncipe. Su misión es coordinar técnicamente con las demás bibliotecas públicas como la promoción del libro a través de sus propios autores o escritores, y de promover la lectura producida en el país. Cuenta con su propio depósito legal bajo una ley creada en 1952, durante el dominio portugués.

## Historia
Antes de la independencia de Santo Tomé y Príncipe de Portugal en 1975, la biblioteca era una de las más importantes para el Imperio portugués aún todavía activa hasta a mediados de la década de los años 70 en pleno Siglo XX, en la que albergaba aproximadamente unos 5000 libros. Desde la independencia se empezó albergar en el ayuntamiento y como resultado, empezó a deteriorarse y clausurarse definitivamente. El vacío que había dejado de funcionar, de a poco empezó a llenarse por lectores como la Sala de Lectura Francisco José Tenreiro, que fue la única biblioteca pública del país activa durante más de una década.
Desde la década de los años 90, la biblioteca en el país empezó a recibir ayuda económica internacional desde el extranjero. Las bibliotecas itinerantes creadas por la Fundación portuguesa Calouste Gulbenkian en el 2000, empezó con la misión de destinarse varios libros a varias comunidades rurales. En 1994, se estableció la biblioteca mediante una Asamblea Nacional, y su fondo inicial se basó en la antigua colección de la biblioteca del ayuntamiento. Finalmente, la Biblioteca Nacional pública de Santo Tomé y Príncipe, fue inaugurada en el mes de mayo de 2002, gracias a un financiamiento económico donado por el gobierno de China.
En marzo de 2015, la Biblioteca Nacional inició una cooperación con la Universidad Federal de Minas Gerais (UMG) de la ciudad de Belo Horizonte, Brasil, en la que se inició un proyecto de promoción de lectura dirigido principalmente para niños y adolescentes. La literatura infantil y juvenil a nivel internacional en lengua portuguesa, ha sido llevada a las pequeñas aldeas en disposición solidaria.